# Szatja-juga
A Szatja-juga (Dévanágari: सत्य युग), más néven Krita-juga a hinduizmus időképe szerint az idő körforgásában az első korszak, az aranykor, az igazság kora. A juga szanszkrit jelentése korszak. A Szatja-juga a legtisztább, ideális korszak, amelyre a belső jóság a jellemző. Az egység és a harmónia uralkodik, egy az isten, azaz minden ember ugyanazt az istent imádja, egy a véda, azaz mindenki azonos szertartási rendet használ. Az emberek hosszú életűek, bölcsek, elégedettek, nem szenvednek hiányt, nem vágynak többre, hiszen mindenük megvan, amit kívánhatnak. A varnák, a különböző társadalmi osztályok, ellenségeskedés és irigység nélkül élnek egymás mellett.
A négy korszaknak a varnák szerinti elnevezése is használatos (brahmanák, ksatriják, vaisják, súdrák). A Szatja-juga a brahmanák kora.

## Helye az idő körforgásában
A Szatja-jugában a jog, az igazság és az erény uralkodik, ez a korszakok folyamán ( Tréta-juga, Dvápara-juga, Kali-juga ) egyre csökken, majd a világ megsemmisül, és a körforgás újra kezdődik, eljön az új Szatja-juga. A korszakok hossza, mint az adott korszakban az emberek élettartama rövidül.  A Szatja-juga 1 728 000 emberi évig tart, a Tréta-juga 1 296 000 évig, a Dvápara-juga már csak 864 000 évig, a Kali-juga pedig 432 000 évig. Jelenleg a Kali-juga hajnalán élünk, a Káli-juga nappala i.sz.32 899-ben kezdődik. A következő Szatja-juga, amely egy nagy világégés után  kezdődhet.

## Élet a Szatja-jugában
Az erény teljes mértékben jelen volt, mind a négy oszlopa szilárdan állt, az igazságosság, a könyörület, az aszkézis, és a tisztaság, az érzékiség senkit nem zavart. Nem volt éhínség, a föld gyümölcsei kívánságra termettek, nem volt szenvedés, irigység sem. Az emberek minden kötelezettségüknek eleget tettek. Mindenki egyformán imádkozott, a szent imádság, bölcsesség az óm szótagban összpontosult. Egyes értelmezések szerint ekkor csak brahmanák éltek, az önmegvalósítást meditációval érték el.

## Történetek
Visnu avatárái közül az első négy a Szatja-jugában jelent meg. Ezek: Matszja, Kurma, Varáha és Naraszimha.
- Matszja, a hal: a hindu mitológia szerint ő mentette meg Manut, az első embert a vízözöntől.
- Kurma, a teknős: a Mandara hegyet tartotta a hátán a tejóceán kiköpülésekor.
- Varáha, a vadkan: a földet mentette meg. Amikor egy gonosz démon a földet a vizek mélyére taszította, lement érte, kiszagolta a helyét, majd a gonosz démont megölte, és a földet a felszínre hozta.
- Naraszimha, az ember-oroszlán Hiranjakasipu démont ölte meg. Hiranjakasipu sérthetetlen volt, elűzte trónjáról Indrát, száműzte az égi isteneket. Prahláda, Hiranjakasipu fia viszont odaadó híve volt Visnunak, akit ezért apja folyamatosan üldözött. Visnu azonban megvédte hívét, majd a démont darabokra szaggatta, helyébe fia került a trónra.[5]